# Postings

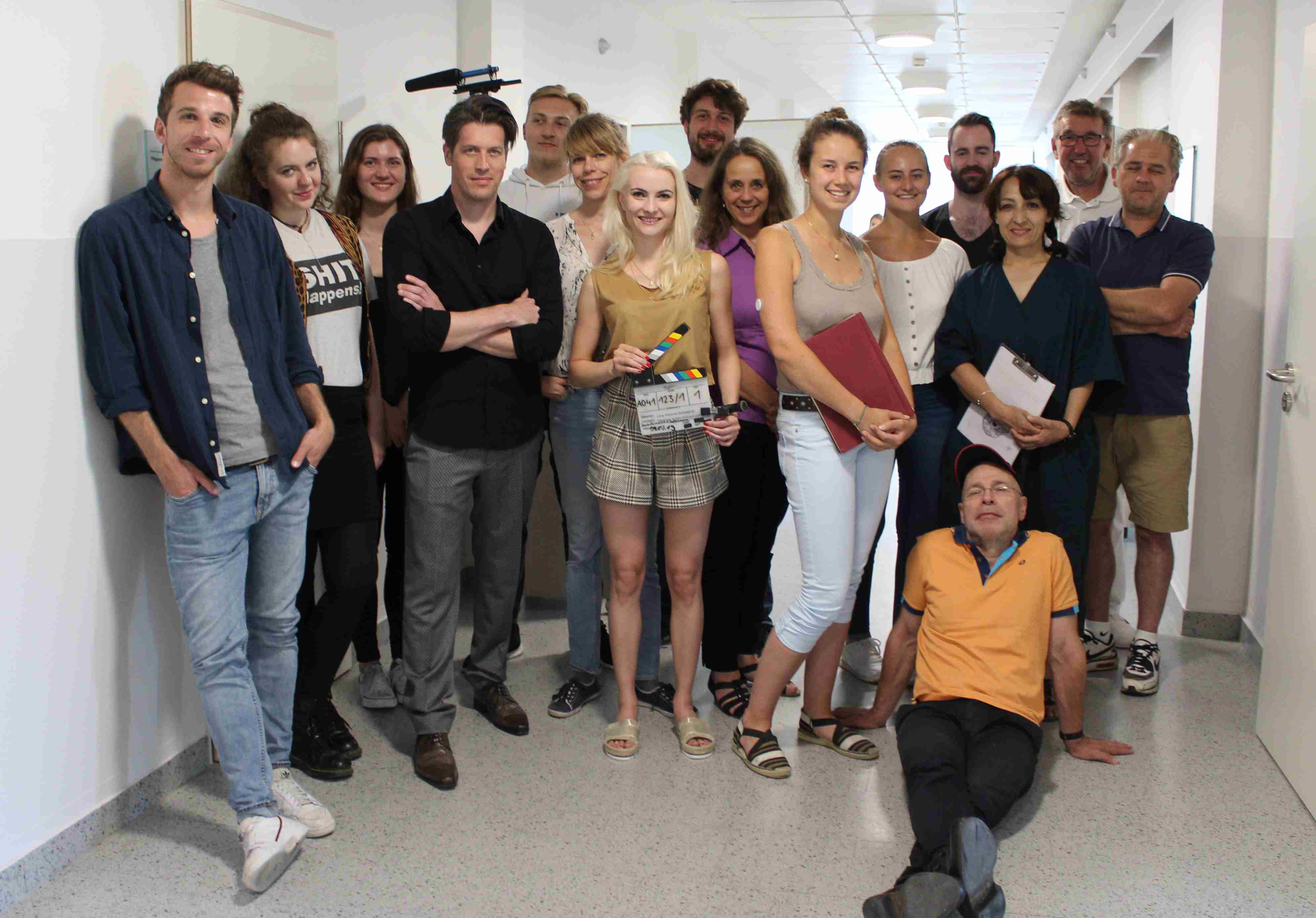
Drehteam Postings, 2019

Postings ist ein deutsches Filmdrama der Aachener Regisseurin und Drehbuchautorin Lina Victoria Schmeink, das 2019 gedreht und 2021 in Aachen uraufgeführt wurde.

## Handlung
Isa ist Influencerin. Fitness, Lifestyle, gesunde Ernährung sind die Themen ihres Blogs, mit dem sie so lange erfolgreich ist, bis sie mit illegalen Sportlerdrogen auffliegt und mit einem Mal alles verliert, ihre Follower, ihr Geld, ihre Wohnung, und nun in der Wohnung ihrer Schwester unterkommen muss. Sie hat kein Abitur, keine weitere Ausbildung, Bloggen ist das einzige, was sie wirklich kann. Also muss ein Imagewandel her. Als Isa bei einer Joggingrunde den Selbstmordversuch der Rollstuhlfahrerin Esther verhindern kann, glaubt sie, ein neues Thema für ihren Blog gefunden zu haben. Sie macht sich nun auf die Suche nach dem Autofahrer, der nach Esthers Unfall Fahrerflucht begangen hat, und sie erhält die Chance, dass ihre Geschichte möglicherweise von dem Online-Herausgeber Kamil publiziert wird. Sie macht sich sogar Hoffnung, einen Preis für ihre Reportage zu gewinnen. Bei ihren Recherchen findet sie heraus, dass der Chirurg Christian Sassen als Unfallverursacher betrunken am Steuer saß. Als Isa Esther nach deren Suizidversuch in die Notaufnahme bringt, ist ausgerechnet Sassen der diensthabende Arzt. Dieser ist zwar in einem Gewissenskonflikt, führt aber die lebensrettende OP durch. Er kann Esther aber nicht vor einer Querschnittslähmung bewahren, die sie für immer an den Rollstuhl fesselt. Sassen selbst gerät aber durch seine Schuld und sein Alkoholproblem in einen immer schneller abwärts führenden Strudel. Er wird schließlich als Unfallverursacher von Isas Bloggern erkannt und brutal gerichtet. Isa wird als Racheakt von Sassens hinterbliebener Tochter Christine und deren Freunden entführt. Die Situation gerät außer Kontrolle. Isa wird von den beiden Männern misshandelt, bevor Kamil und Noah ihr zu Hilfe eilen können. Nach diesen Ereignissen gibt Isa ihre Bloggerinnen-Tätigkeit vollständig auf, obwohl sie mit Esthers und Sassens Story den Facetheworld-Bloggeraward gewinnt. Ihre letzte Botschaft an ihre Follower lautet, sich immer der Konsequenzen der eigenen Taten bewusst zu sein. Esther findet ihr Glück mit Manuel, nachdem der Zuspruch, den Isas Posting ihr eingebracht hat, ihr neuen Lebensmut schenkte.

## Produktion und Veröffentlichung
Der Kinofilm Postings entstand als Independent-Film im Rahmen der Abschlussarbeit von Lina Schmeink (Master of Arts der Folkwang Universität der Künste Essen und SAE Professional Media Creation). Die Dreharbeiten, die überwiegend im Dogma-Stil gehalten wurden, fanden in Aachen, Köln, Bergisch Gladbach und Witten von Juni bis August 2019 an 26 Drehtagen statt, sowie an zwei Nachdrehtagen unter anderem am Rursee (Eifel) im September 2019. Die Postproduktion verzögerte sich bei knappem Etat vor allen Dingen aufgrund der Coronapandemie-Maßnahmen, sodass der fertige Schnitt des Filmes erst zum Juli 2021 vorlag. Der Intro-Song Jerk it Out stammt von der Band Caesars. Für die Abspannmusik wurde der Song Stolpere nicht der Düsseldorfer Band Family Five eingesetzt.
Die Uraufführung fand am 24. Juli 2021 im Aachener Apollo-Kino statt. Anschließend wurde der Film auf einzelnen Filmfestivals gezeigt, wo er diverse Preise beziehungsweise Nominierungen erhielt.

## Kritik
„Idee, Geschichte und Montage sind interessant: Die brutalen Folgen, die ein privates Drama bei den Followern auslöst, zeigen virtuelle Hass-Postings und ganz reale Selbstjustiz.“

## Auszeichnungen
- 2021: Lift Off Film Festival Berlin: Nominierung in der Kategorie „Bester Spielfilm“
- 2021: Faith & Family Film Festival Chicago: Nominierung in der Kategorie „Best Long Movie“
- 2021: Cannes World Film Festival: „Best Indie“-Award[6]
- 2021: European Cinema Festival Madrid: Iris Nussbaum „Best Actress“– Award[7]
- 2021: South Coast Film Festival Hastings: „Best Long Film“-Award[8]